# Kneadatite

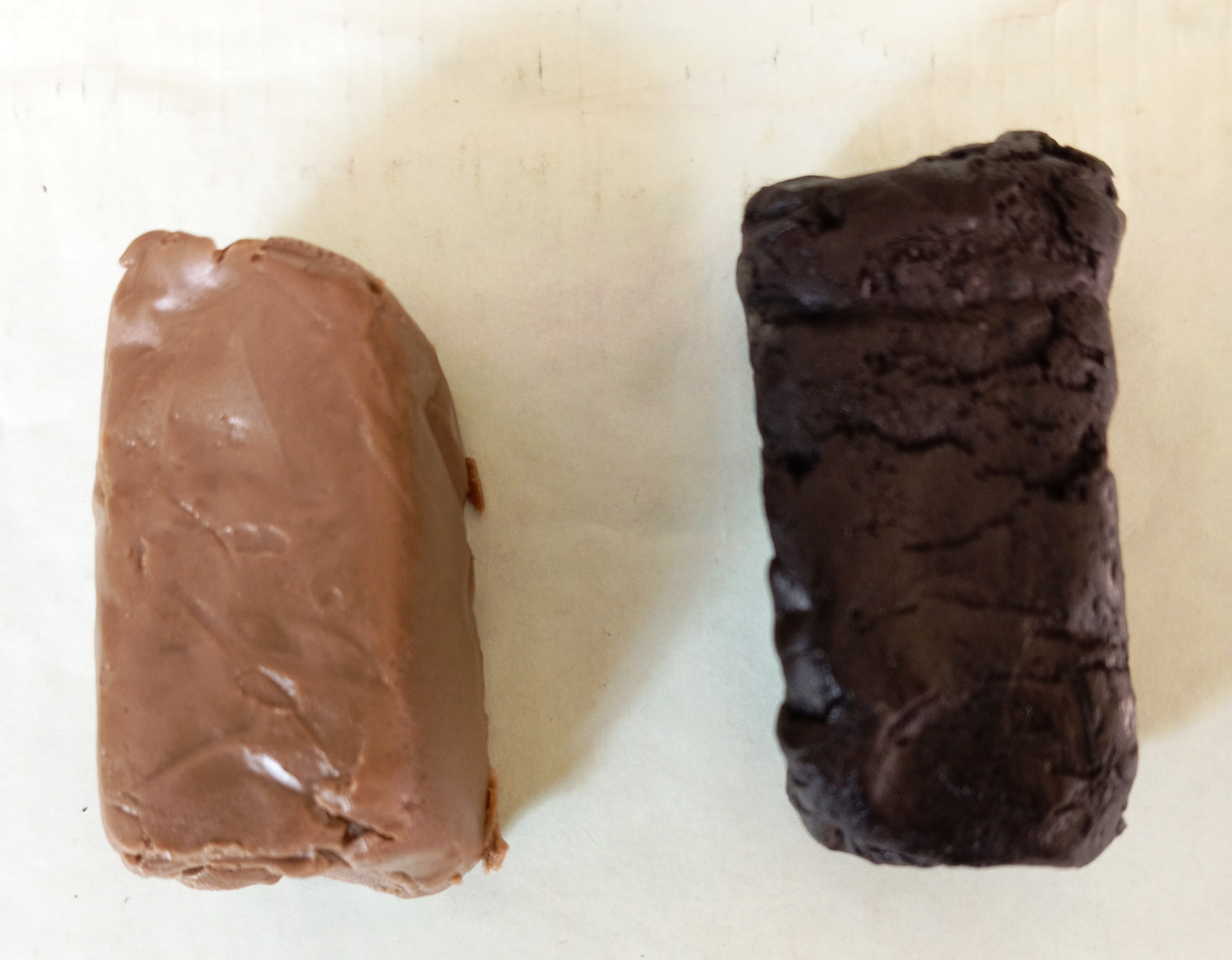
Il colore cioccolato è resina base epossidica e quello nero è indurente epossidico. Entrambi devono essere miscelati accuratamente in uguale quantità per ottenere lo stucco epossidico.

La kneadatite è una pasta epossidica bicomponente usata maggiormente per creare miniature. Esiste in due varianti:
- La "Materia Verde" (MV), o "Green Stuff" (GS) è la più comune, composta da una materia blu mista ad una materia gialla: è morbida e, appunto, di colore verde. Viene usata per creare le miniature intere o comunque la maggior parte, e viene modellata su un'anima di filo di ferro.
- La "Brown Stuff" o BS, è più dura, ed è composta da una materia bianca con una materia marrone (o anche grigia) e il suo utilizzo è quello di creare oggetti "artificiali", come armi o parti inorganiche.

Ciò che rende la kneadatite particolarmente adatta per il modellismo è la proprietà di polimerizzare a temperatura ambiente in poche ore, cioè, in poche parole, diviene plastica. La reazione comincia quando si amalgamano i due materiali che la compongono. Una volta polimerizzata, non può più ritornare nello stato precedente, ma è possibile posizionare altra pasta fresca su quella polimerizzata per creare i dettagli, infatti grazie alle sue altissime proprietà adesive, è possibile usarlo anche in sostituzione della colla.